# Platte River

Platte Rivers avrinningsområde omfattar stora delar av Wyoming, Colorado och Nebraska, mellan Klippiga bergen och Missourifloden.

Platte River är en ca 500 km lång biflod till Missourifloden och den mest kända av flera floder i USA med detta namn. Platte är en av Missouriflodens viktigaste bifloder och avvattnar stora delar av den mellersta prärien i Nebraska och de östra delarna av Klippiga bergen i Colorado och Wyoming. Platte hette tidigare Nebraska River efter sitt tidigaste kända, siouxspråkiga, namn (Osage:Ni-btha-ska Omaha: Nin-bdha-ska) som betyder "platt vitt vatten".
Platte rinner upp öster om staden North Platte, där dess viktigaste källflöden South Platte River och North Platte River går samman. Båda har sina källor i Klippiga bergens östligaste del.
Floden är namngiven av franska resenärer på 1700-talet som konstaterade att den var alldeles för grund för att vara segelbar, varav namnet Platte. En berömd beskrivning av Platte säger att den är "a mile wide and an inch deep". Floden är inte segelbar, men den hade en stor betydelse vid utvidgningen av USA västerut eftersom den utgjorde en färdväg för flera rutter västerut, bl.a. Oregon Trail och Mormon Trail. 